# Opolánky
Opolánky jsou vesnice v okrese Nymburk, jsou součástí obce Opolany. Nachází se asi 1,5 km na východ od Opolan. Leží mezi řekou Cidlinou a Sánským kanálem. Je zde evidováno 91 adres.

## Historie
První písemná zmínka o vesnici pochází z roku 1790.
Dle archeologického výzkumu v letech 1965–1966 a 1969–1971 se v katastru Opolánek nacházelo pravěké a slovanské sídliště, a to v poloze Staré Badry. V raném středověku bylo sídliště i opevněno. Fortifikace se skládala z palisádové hradby a příkopu. Dnes již nejsou žádné pozůstatky tohoto původně dvojitého opevnění patrné.
Jako důkaz osídlení v oblasti Opolánky lze poukázat na nález litého avarsko-slovanského kování s motivem gryfa (ptáka Noha), z doby stěhování národů ve 4. až 6. století.

## Doprava
Podél jihovýchodního okraje vesnice vede železniční trať Velký Osek – Choceň, na které se u jižního okraje Opolánek nachází zastávka Sány.
Obcí též projíždí autobusová linka 543 v trase Poděbrady,žel.st. - Choťánky,Vystrkov - Libice nad Cidlinou,U Kostela - Opolany,U Kostela - Sány - Opolany,Opolánky - Dobšice - Žehuň - Hradčany,ObÚ a také autobusová linka 705 v trase Poděbrady,žel.st. - Choťánky,Vystrkov - Odřepsy - Libice nad Cidlinou,U Kostela - Opolany,U Kostela - Opolany,Opolánky,k žel.st. - Sány - Jestřabí Lhota - Volárna - Velký Osek,nádraží - Veltruby,Školní - Kolín,nádraží - Polepy - Červené Pečky,nám. - Kutná Hora,aut.st. - Třebešice - Kluky - Čáslav,obchodní centrum

## Další fotografie

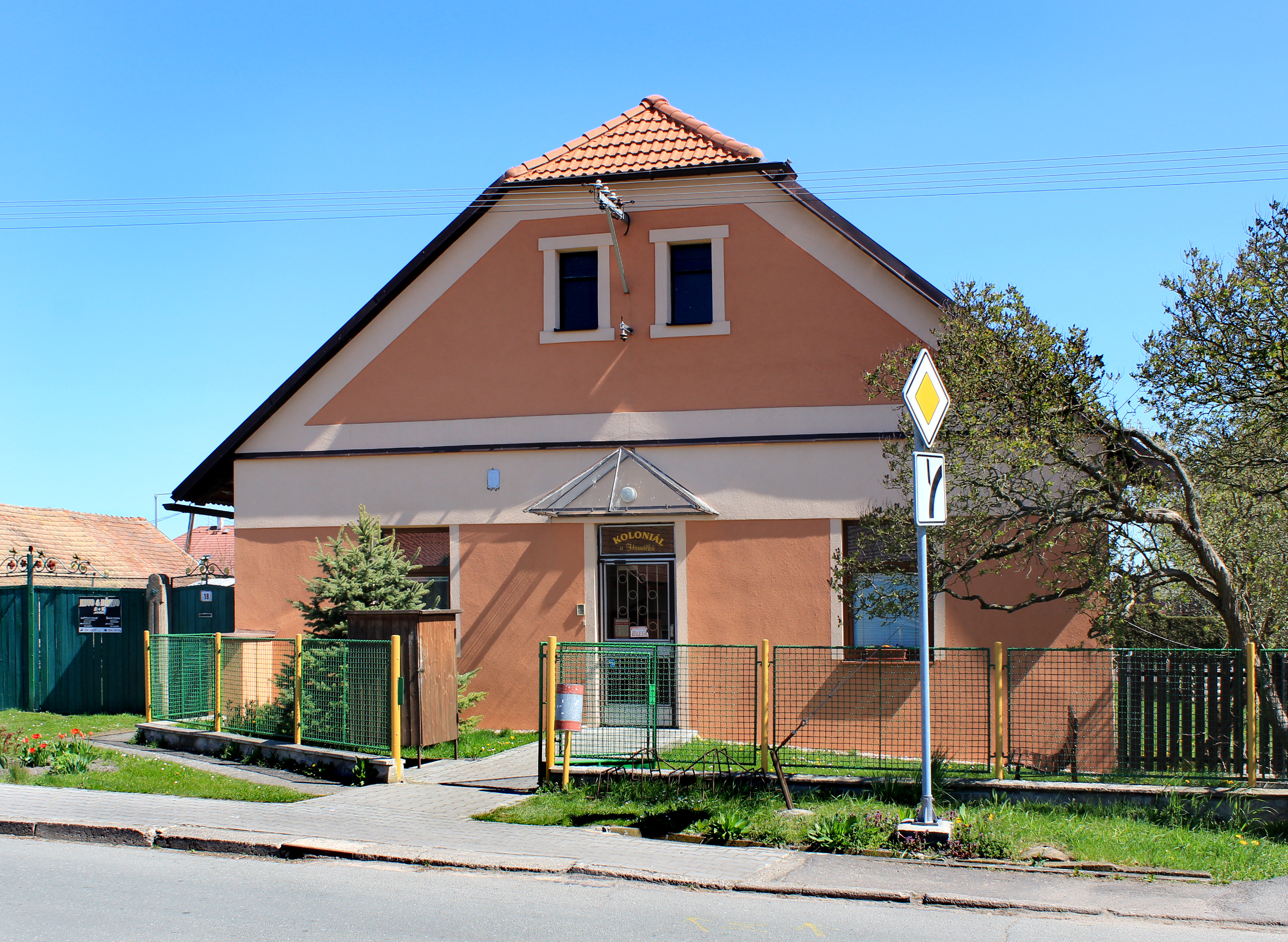
Koloniál
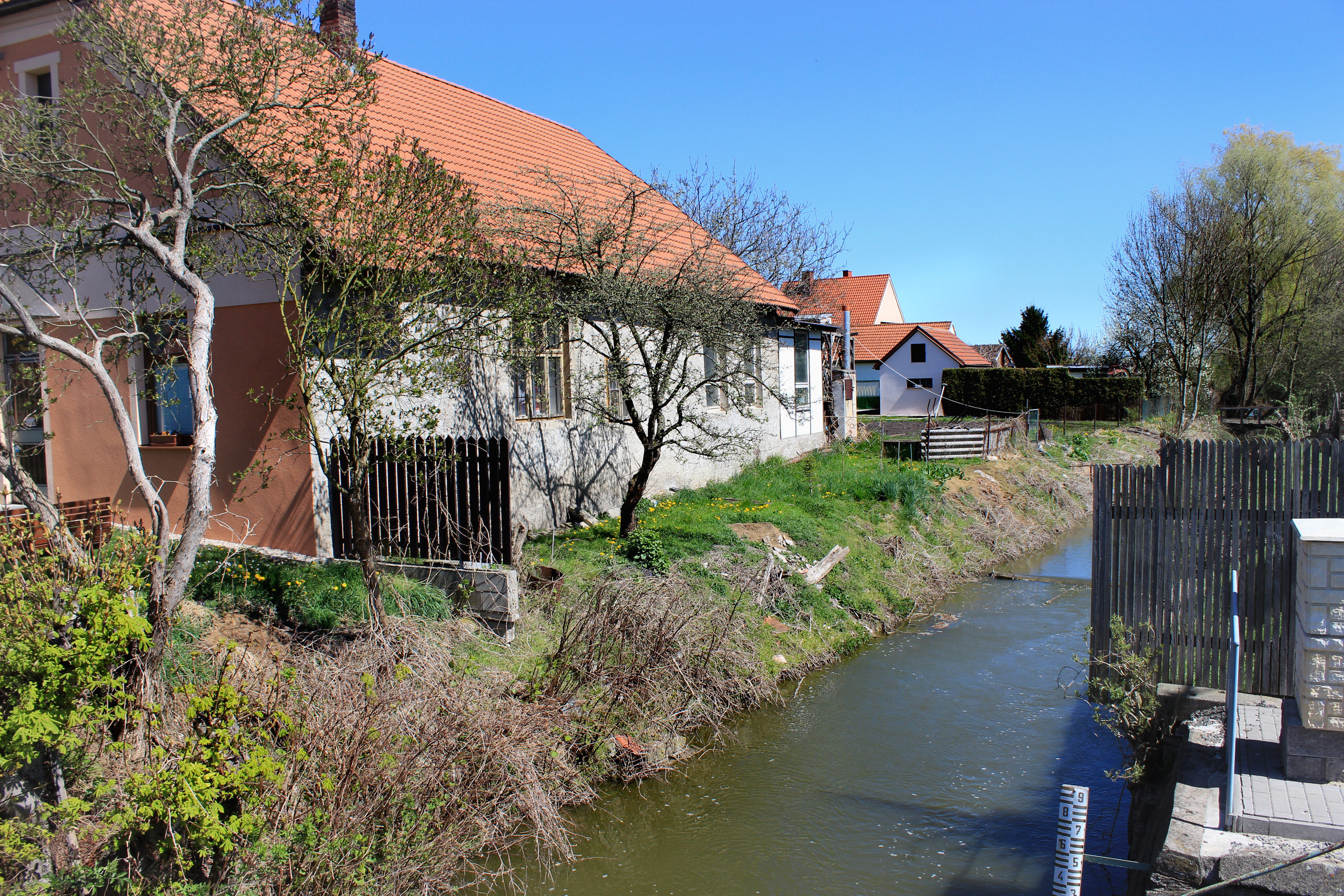
Sánský kanál
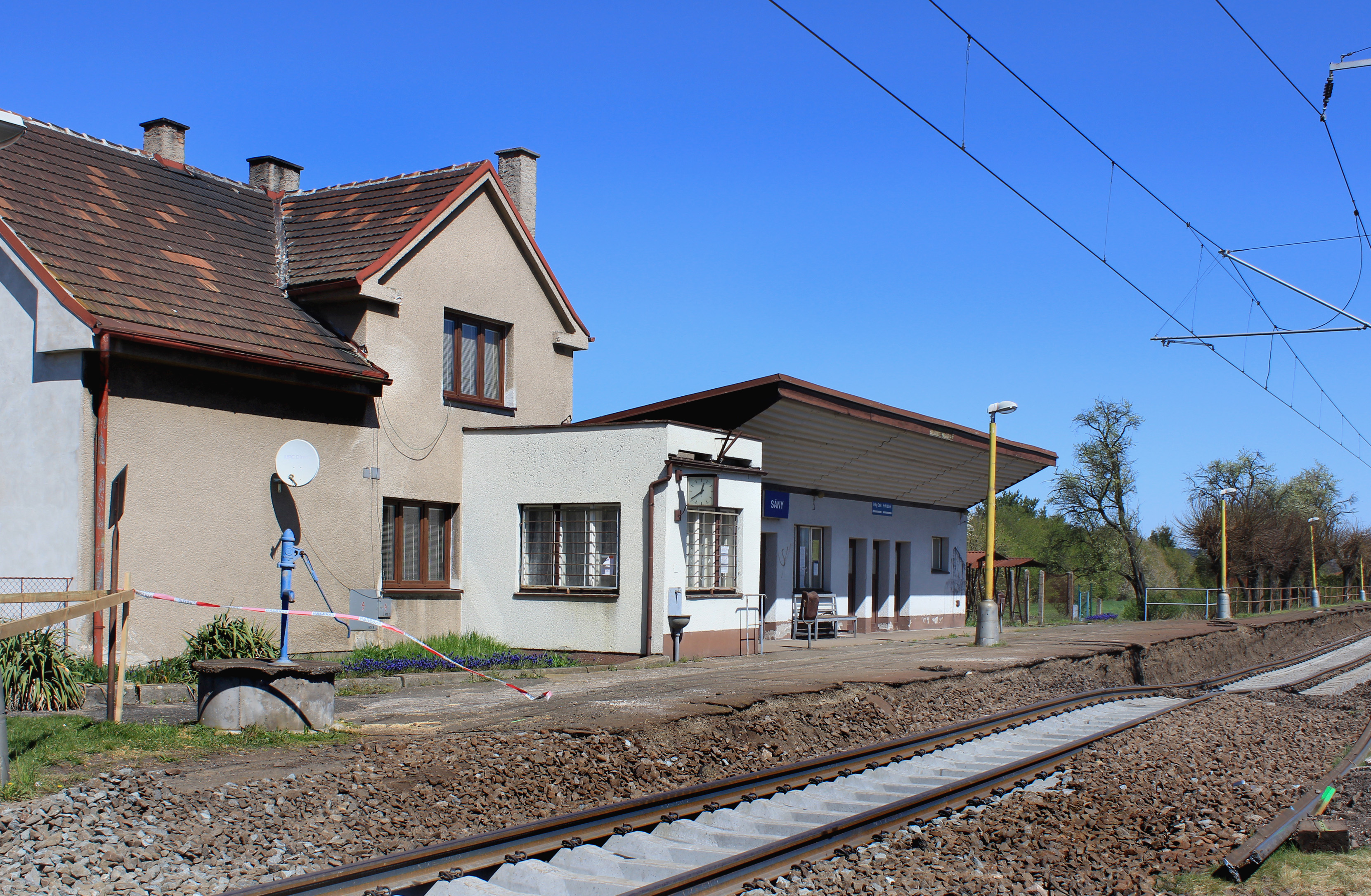
Zastávka Sány ležící na jihu Opolánek
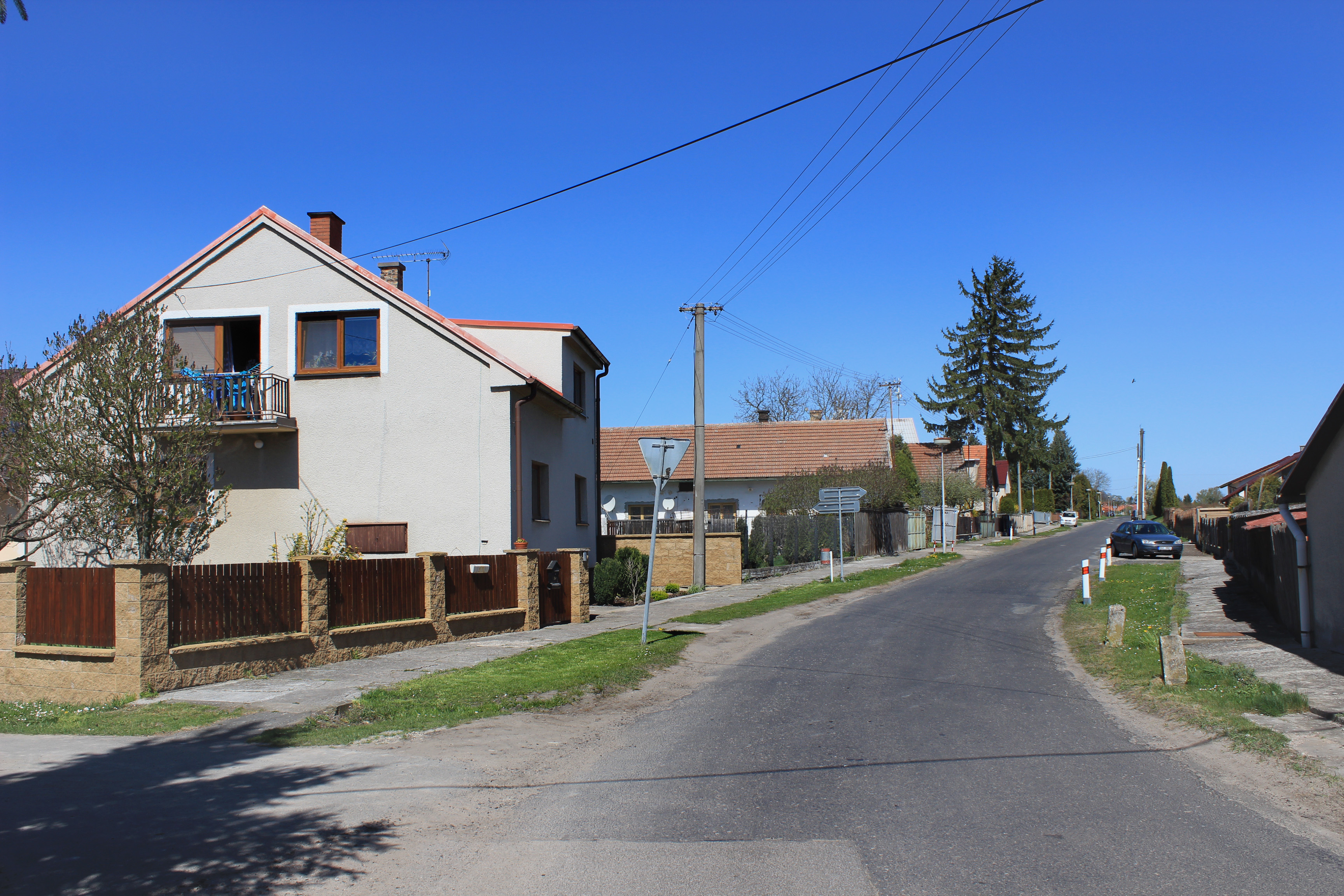
Silnice k Oškobrhu